# Fastlane (serie televisiva)
Fastlane è una serie televisiva statunitense prodotta dal 2002 al 2003. La serie è stata creata dal regista McG (già regista di Charlie's Angels e produttore di diversi episodi della serie The O.C.).
La serie è stata trasmessa in prima visione negli Stati Uniti da Fox, mentre in Italia è stata trasmessa da Rai 2 per i primi 17 episodi e su AXN gli ultimi 5 episodi.
Fastlane, girata in California tra Los Angeles, Santa Clarita e gli studi Burbank, si è conclusa dopo la prima stagione, a causa dei troppo elevati costi di produzione (solo per girare il 1º episodio sono stati spesi 4 milioni di dollari).
Tra le guest star apparse nella serie: Tommy Lee, Mischa Barton, Naomi Campbell, George Hamilton, Limp Bizkit, Mark Sheppard e Fred Durst.
Fastlane ha come sigla la canzone Speedway dei The Prodigy.

## Trama
Billie Chambers, Van Ray e Bill Bellamay, giovani dai trascorsi criminali, fanno oggi parte di uno speciale dipartimento di polizia: sfruttano il loro passato per non destare sospetti, compiono le missioni più rischiose e preparano con grande maestria agguati per i criminali. Oltre ad avere l'obbligo della copertura e quindi di non potersi rivelare per quello che sono veramente - che in più di un'occasione li metterà in crisi sentimentalmente - hanno l'onore morale della credibilità; girano quindi su auto e moto da corsa del valore di svariate migliaia di dollari (ad esempio Ferrari, Maserati e Porsche, anche se la loro passione rimane ancorata alle auto d'epoca usate nei film degli anni settanta e ottanta), e vestono i migliori abiti italiani firmati da grandi stilisti. La filosofia del dipartimento di cui fanno parte è quella di autofinanziarsi con i soldi e gli oggetti sequestrati ai criminali.

### Censura della Rai
Fastlane, durante la sua trasmissione italiana, è stata vittima della censura da parte di Rai 2. In un episodio, Billie (interpretata da Tiffani Thiessen), doveva catturare una presunta killer dall'orientamento omosessuale (interpretata da Jaime Pressly); per fare ciò e svolgere al meglio il lavoro, si finse lesbica, passando con la donna momenti di passione. La Rai, per non venire meno all'obbligo di rete pubblica, decise di togliere qualche bacio e qualche discorso del tutto innocente.

## Episodi
| Stagione       | Episodi | Prima TV originale | Prima TV Italia |
| -------------- | ------- | ------------------ | --------------- |
| Prima stagione | 22      | 2002-2003          | 2005-2006       |

## Premi e riconoscimenti
Fastlane ha vinto un Emmy Award 2003 per il miglior coordinamento degli stuntmen. L'attrice Tiffani Thiessen ha ottenuto una nomination ai Teen Choice Awards come miglior attrice protagonista di una serie drammatica, per il ruolo interpretato.